# Mnium
Mnium ist eine Gattung von Laubmoosen aus der Familie Mniaceae mit holarktischer Verbreitung.

## Beschreibung
Die Moospflanzen dieser Gattung wachsen aufrecht oder manchmal etwas übergebogen. Oft sind sie rötlich getönt. Sie haben lanzettliche bis eiförmige Blätter, deren Ränder meist mehrreihig gesäumt und mit Doppelzähnen besetzt sind. Die Blattrippe reicht gewöhnlich bis in die Blattspitze. Die Blattzellen sind rundlich – sechseckig.

## Systematik
Zur Gattung Mnium werden weltweit 19 Arten gezählt.
In Mitteleuropa vorkommende Arten sind:
- Mnium ambiguum
- Schwanenhals-Sternmoos (Mnium hornum)
- Mnium marginatum
- Mnium spinosum
- Mnium spinulosum
- Mnium stellare
- Mnium thomsonii